# Hannia greenwayi
Hannia greenwayi är en fiskart som beskrevs av Vari, 1978. Hannia greenwayi ingår i släktet Hannia och familjen Terapontidae. IUCN kategoriserar arten globalt som otillräckligt studerad. Inga underarter finns listade i Catalogue of Life.